# رومي تارانغول
رومي تارانغول (بالألمانية: Romy Tarangul) هي مصارعة جودو ألمانية ولدت في يوم 19 أكتوبر 1987 في مدينة فرانكفورت في ألمانيا، فازت بميداليتين برونزيتين في بطولة العالم للجودو الأولى كانت في سنة 2009 تحت وزن 52 كغم والثانية كانت في سنة 2014 في الفرق، كما فازت بالميدالية الفضية في بطولة أوروبا في 2008 في لشبونة وميدالية برونزية في 2012 تشليابينسك في روسيا في منافسات تحت 52 كغم، كما شاركت في الألعاب الأولمبية الصيفية 2012.

## وصلات خارجية
- رومي تارانغول على موقع الفيدرالية الدولية للجودو (الإنجليزية)
- رومي تارانغول على موقع JudoInside.com (الإنجليزية)
- رومي تارانغول على موقع AllJudo.net (الفرنسية)
- رومي تارانغول على موقع اللجنة الأولمبية الدولية (الإنجليزية)
- رومي تارانغول على موقع أوليمبيديا (الإنجليزية)
- رومي تارانغول على موقع اللجنة الأولمبية الألمانية (الألمانية)
- الموقع الرسمي